# Фредерік I (король Данії)
Фредерік I (7 жовтня 1471 — 10 квітня 1533) — король Данії та Норвегії з 1523 до 1533 року. Походив з династії Ольденбургів.

## Біографія

### Правитель Шлезвіга й Гольштейна
Був сином Кристіана I, короля Данії, Норвегії та Швеції, та Доротеї Гогенцолерн. Від батька він отримав право на герцогство Шлезвіг та графство Гольштейн. У 1482 році Фредерік домовився з своїм братом королем Гансом керувати цими землями разом. Це тривало до 1490 року, коли землі цих північнонімецьких князівств було поділено між братами. Фредерік отримав у своє розпорядження графство Гольштейн. Тут він зробив своєю столицею місто Готорп. З цього моменту Фредерік займався справами переважно Гольштейну.
Проте у 1500 році він вмовив короля Ганса розпочати війну проти республіки Дітмаршен, яка скінчилася цілковитою поразкою військових сил Ганса та Фредеріка. Після цього Фредерік вже не проводив якоїсь активної зовнішньої політики.
Ситуація змінилася зі смертю короля Ганса у 1513 році. Новим королем Данії, Норвегії та Швеції став небіж Фредеріка — Кристіан II, який запроваджував досить активну зовнішню політику на Балтиці. У 1521 році Кристіан надіслав прохання Карлу V, імператору Священної Римської імперії, щодо встановлення своєї влади над Гольштейном. В цьому Фредерік побачив загрозу для себе. Тоді ж почалося повстання у Швеції на чолі із Густавом Вазою, а у 1523 році стався заколот данської аристократії проти Кристіана II. Представники аристократів запросили Фредеріка зайняти трон Данії. На допомогу Фредеріку прийшли ганзейські міста — Любек, Данциг, Росток, Вісмар. Того ж року Фредерік захопив владу у Данії, а незабаром у Норвегії. Кристіан II відбув у вигнання.

### Король
Ставши королем при допомозі данської аристократії Фредерік I вимушений був вдовольнити їхні інтереси. Він пішов на поступки, надавши данським аристократам-землевласникам нові привілеї. Проте становище у Данії та Норвегії у нового короля було досить хитке. Кристіан II не залишав спроб відновити свою владу. При цьому Фредерік більше часу проводив у своїй резиденції Готорп.
У 1524—1525 роках в Ютландії та Сконе відбувалися селянські повстання на користь Кристіана II. Вони були придушені після битви при Лунді у березні 1525 року. З огляду на те, що Кристіана II підтримувала католицька церква Фредерік I оголосив себе прихильником лютеранства, але в той же час не застосовував репресивних заходів проти католиків. оголосивши католиків й лютеран рівними у їх правах.
У 1531—1532 роках відбулися останні сутички у Норвегії. Фредерік I зумів підступом захопити Кристіана та запроторити його до Сендеборзької фортеці. Наступного — 1533 року, 10 квітня, він помер у Готорпі.

## Родина
1. Дружина — Анна Бранденбурзька (1487—1514)
Діти:
- Кристіан (1503—1559)
- Доротея (1504—1547), дружина Альбрехта Гогенцолерна, герцога Прусії

2. Дружина — Софія Померанська
Діти:
- Ганс (1521—1580), герцог Шлезвіг-Гольштейн-Ґадерслев
- Елізабет (1524—1586)
- Адольф (1526—1586), герцог Гольштейн-Готорпський
- Доротея (1528—1575), дружина Кристофа, герцога Мекленбург-Шверіна
- Фредерік (1532—1556), князь-єпископ Хілдесґейма, єпископ Шлезвігу.